# Mangora crescopicta
Mangora crescopicta là một loài nhện trong họ Araneidae.
Loài này thuộc chi Mangora. Mangora crescopicta được miêu tả năm 1990 bởi Chang-Min Yin et al..